# Audan Qasaly
Der Audan Qasaly (kasachisch Қазалы ауданы Qasaly audany, russisch Казалинский район Kasalinski rajon) ist ein Bezirk im Gebiet Qysylorda in Kasachstan.

## Geografie
Der Audan Qasaly grenzt im Norden an den Audan Ulytau im Oblys Ulytau, im Osten an den Audan Qarmaqschy und im Süden an die autonome Republik Karakalpakistan in Usbekistan. Westlich grenzt der Bezirk an den Audan Aral.
Die Landschaft ist flach und trocken. Im Norden erstreckt sich die Aral Qaraqum, eine Sandwüste nordöstlich des Aralsees. Im zentralen Bereich des Bezirks gibt es eine Steppenregion, die vom Syrdarja durchflossen wird. Das Wasser des Syrdarja wird um die Stadt Qasaly herum intensiv zur Bewässerung in der Landwirtschaft eingesetzt. Die Anbauflächen werden mit Wasser aus dem Fluss versorgt, das durch ein Kanalsystem zu den Feldern geleitet wird. Südlich des Syrdarja schließt sich die Sandwüste Kysylkum an. Im südwestlichen Teil des Bezirks liegt ein Teil des heute fast ausgetrockneten Aralsees. Durch Austrocknung zerfiel der See, der einst der viertgrößte Binnensee der Erde war, ab den 1980er Jahren in mehrere erheblich kleinere Teile. Auf den trocken gefallenen Teilen des Sees ist die Salzwüste Aralkum entstanden.

## Geschichte
Bereits im Russischen Kaiserreich wurde 1867 ein Ujesd Kasalinsk gegründet; dieser war Bestandteil der Oblast Syrdarja. Er umfasste auch die heute angrenzenden Bezirke Aral und Qarmaqschy. Der heutige Audan Qasaly wurde in seiner jetzigen Form im Zuge einer großen Gebietsreform in der Kasachischen ASSR 1928 gebildet. Sein Verwaltungszentrum war die Stadt Kasalinsk. 1958 wurde der Verwaltungssitz des Bezirks in das Dorf Nowokasalinsk (heute: Äiteke Bi) verlegt.

## Bevölkerung
Bei der Volkszählung 1999 hatte der Audan Qasaly 68.777 Einwohner. Die Volkszählung 2009 ergab für den Bezirk eine Einwohnerzahl von 72.315. Bei der letzten Volkszählung 2021 lebten 77.107 Menschen im Audan Qasaly. Die Fortschreibung der Bevölkerungszahl ergab zum 1. Januar 2025 eine Einwohnerzahl von 79.161.
| Einwohnerentwicklung               | Einwohnerentwicklung | Einwohnerentwicklung | Einwohnerentwicklung | Einwohnerentwicklung | Einwohnerentwicklung | Einwohnerentwicklung | Einwohnerentwicklung |
| 1939                               | 1959                 | 1970                 | 1979                 | 1989                 | 1999                 | 2009                 | 2021                 |
| ---------------------------------- | -------------------- | -------------------- | -------------------- | -------------------- | -------------------- | -------------------- | -------------------- |
| 62.496                             | 48.006               | 72.250               | 80.946               | 71.652               | 68.777               | 72.315               | 77.107               |
| Anmerkung: Volkszählungsergebnisse |                      |                      |                      |                      |                      |                      |                      |

## Verwaltungsgliederung
Der Audan Qasaly ist in 21 ländliche Bezirke (kasachisch Ауылдық округ Auyldyq okrug; russisch Сельский округ Selski okrug) gegliedert (Stand: 2021).
| Ländlicher Kreis | Einwohner | Einwohner | Orte                                                              |
| Ländlicher Kreis | 2009      | 2021      | Orte                                                              |
| ---------------- | --------- | --------- | ----------------------------------------------------------------- |
| Äiteke Bi        | 38.046    | 44.502    | Äiteke Bi                                                         |
| Algha            | 1.803     | 1.758     | Tüktibajew                                                        |
| Aqschona         | 1.162     | 1.042     | Maidaköl                                                          |
| Arandy           | 2.128     | 2.020     | Arandy, Qoschabaqy                                                |
| Aryqbalyq        | 1.831     | 1.531     | Schanqoscha batyr                                                 |
| Bassyqara        | 1.177     | 1.112     | Bassyqara                                                         |
| Birlik           | 733       | 748       | Birlik                                                            |
| Bosköl           | 988       | 911       | Bosköl                                                            |
| Kölaryq          | 1.208     | 1.468     | Aqtan batyr                                                       |
| Maidaköl         | 2.642     | 2.617     | Bekarystan Bi                                                     |
| Mailybas         | 1.706     | 1.721     | Aqsuat, Baighoscha, Birlik, Mailybas, rsd. 99, rsd. 101, rsd. 102 |
| Muratbajew       | 1.640     | 1.487     | Muratbajew                                                        |
| Örkendeu         | 1.405     | 1.282     | Schankent                                                         |
| Qaraschenggel    | 1.552     | 1.562     | Altai, Köbek, Ojyndy, Schalangtös batyr, Schitübek, Üirek         |
| Qasaly           | 7.686     | 7.324     | Qasaly                                                            |
| Qumschijek       | 1.801     | 1.600     | Mädenijet, Pirimow, Qoschaqasghan, Tapa                           |
| Qysylqum         | 1.524     | 1.208     | Aschar, Käukei                                                    |
| Sarbulaq         | 404       | 467       | Sarbulaq                                                          |
| Saryköl          | 1.259     | 1.176     | Abai, Schuban                                                     |
| Schäken          | 687       | 680       | Schäken, Schili, Schölqum                                         |
| Tassaryq         | 933       | 882       | Laqaly, Tassaryq, Tassötkel                                       |